# ГЕС Піт 5
ГЕС Піт 5 — гідроелектростанція у штаті Каліфорнія (Сполучені Штати Америки). Знаходячись між ГЕС Піт 4 (вище по течії) та ГЕС Піт 6, входить до складу каскаду на річці Піт, яка перетинає південну частину Каскадних гір та впадає ліворуч до Сакраменто (завершується у затоці Сан-Франциско).
В межах проекту річку перекрили бетонною гравітаційною греблею висотою 20 метрів та довжиною 104 метри. Вона  утримує невелике водосховище з площею поверхні 0,13 км2 та об’ємом 0,39 млн м3 (корисний об’єм 0,25 млн м3).
Зі сховища під лівобережним масивом прокладено дериваційну трасу, яка складається з двох послідовних тунелів довжиною 1,6 км та 7,1 км з діаметром по 5,8 метра. Вони розділені балансувальним резервуаром з площею поверхні 0,19 км2 та об’ємом 1,29 млн м3 (корисний об’єм 0,8 млн м3), утвореним на висотах лівобережжя за допомогою земляної дамби висотою 20 метрів та довжиною 945 метрів. Завершальну ділянку траси складають чотири напірні водоводи довжиною по 0,42 км зі спадаючим діаметром від 2,7 до 2,3 метра. 
Основне обладнання станції становлять чотири турбіни типу Френсіс потужністю по 40 МВт, які використовують перепад висот між верхнім та нижнім б’єфом у 300 метрів та в 2017 році забезпечили виробітку 227 млн кВт-год електроенергії.